# Aphelandra parvispica
Aphelandra parvispica är en akantusväxtart som beskrevs av Emery Clarence Leonard. Aphelandra parvispica ingår i släktet Aphelandra och familjen akantusväxter. Inga underarter finns listade i Catalogue of Life.